# Marsha Dowiyogo
Marsha Dowiyogo – nauruańska dyplomatka, była konsul generalna Republiki Nauru w Australii (Melbourne).